# Palazzo Ottolenghi
O Palazzo Ottolenghi, antigamente denominado de Palazzo Gabutti, é um palácio de Asti, na Itália. é um dos palácios barrocos mais prestigiados da cidade, situado no Corso Alfieri (a antiga Contrada Maestra), no rione Cattedrale.

## História
É difícil indicar a data de construção do palácio. Sabe-se com certeza que no início do século XVIII estava dividido em dois palácios contíguos, um da família do Conde Carlo Gabutti di Bestagno e o outro da família Ramelli di Celle.
Na segunda metade do século XVIII, o Conde Giuseppe Antonio Gabutti adquiriu a outra parte e encarregou, em 1754, o arquitecto Benedetto Alfieri de modificar a construção, transformando-a num único palácio.
Em 1851, o palácio foi adquirido por Jacob Sanson, oficial da Ordine della Corona d’Italia (Ordem da Coroa de Itália), pertencente à família Ottolenghi, à época, uma das mais influentes famílias hebraicas de Asti. O novo proprietário modernizou o edifício em Estilo Império, substituindo o mobiliário de acordo com o Estilo Napoleão III.
Em 1932, a família Ottolenghi doou o edifício à cidade de Asti, sendo em seguida sede da prefeitura durante alguns anos. Actualmente, em vez da sede do município acolhe alguns gabinetes comunais e o salão é utilizado para conferências e exposições durante manifestaçõe culturais ou eno-gastronómicas como a Douja d'Or.

## Arquitectura
A construção actual cerca os dois pátios preexistentes.
A fachada voltada para o Corso Alfieri, tipicamente alfieriana, é constituida por uma fila de colunas que parecem dividir o palácio em cinco partes, quatro das quais são dominadas por três janelas cada uma, enquanto a secção central corresponde à entrada, com o antigo portão encimado por uma varanda, na qual se apresenta uma porta-janela coroada por um tímpano com volutas, semelhante à do Palazzo Alfieri.

## O interior
São de notável interesse os remates das portas, de Francesco Gonin, e algumas pinturas sobre tela ainda expostas actualmente no salão de representação. Destas, destacam-se:
- Susanna e i vecchioni ("Susana e os velhos"), atribuída a Giovanni Busi, dito "Il Cairani";
- La Morte dei Figli di Niobe ("A Morte dos Filhos de Níobe"), anónimo, meados do século XIX.

## Curiosidades
- No dia 19 de Maio de 1815, depois da queda de Napoleão Bonaparte, o Papa Pio VII pernoitou neste palácio quando se deslocava de Turim para Roma. O quarto onde se alojou ainda hoje é identificada como camera papale ("camara papal").
- O Palazzo Ottolenghi foi durante anos a sede do palco das autoridades e o ponto de chegada da histórica Corsa del Palio di Asti (Corrida do Palio de Asti - uma festa tradicional italiana). A tribuna, além de estar reservada à Podestà, com os deputati della festa (deputados da festa), compreendia também um mensageiro comunal que tinha o encargo de fazer sobressair o palio, de forma a permitir que o primeiro cavaleiro a chegar pudesse tocá-lo, consagrando assim a legitimidade da vitória.